# Gunter Jacob
Gunter Jacob (né le 10 mai 1968 en Belgique) est un ancien footballeur belge, devenu entraîneur à l'issue de sa carrière.

## Biographie
Gunter Jacob joue deux matchs en Coupe de l'UEFA lors de la saison 1996-1997 avec le club de Molenbeek.
Il est directeur sportif du KRC Genk d'août 2011 jusqu'à sa démission en janvier 2015. En juillet 2016, il est nommé directeur sportif de l'Olympique de Marseille. Le 26 octobre 2016, il quitte l'Olympique de Marseille d'un commun accord avec le club.